# Pokr Masrik
Pokr Masrik (en arménien Փոքր Մասրիկ, « Petit Masrik ») est une communauté rurale du marz de Gegharkunik, en Arménie. Elle compte 883 habitants en 2008.